# Климовицький район
Климовицький район — адміністративна одиниця Білорусі, Могильовська область. 

## Відомі особистості
У районі народились:
- Галковський Михайло Федорович (* 1942) — білоруський артист опери (с. Суділи).
- Пискляченко Софія Юхимівна (* 1931) — білоруський аграрій та громадський діяч (с. Ледешня).